# The Chronicles of Riddick: Dark Fury
The Chronicles of Riddick: Dark Fury (A Fúria de Riddick (Brasil) / As Crónicas de Riddick - Fúria Negra (Portugal) (The Chronicles of Riddick: Dark Fury no original) é um filme de animação pertencente a série de filmes The Chronicles of Riddick para DVD dirigido por Peter Chung.
A história,  se passa entre o primeiro filme (Eclipse Mortal) e o segundo filme A Batalha de Riddick / As Crónicas de Riddick. A nave de Riddick (Vin Diesel), Iman (Keith David) e Jack (Alexa Davalos) é capturada por caçadores intergalácticos, que tratam criminosos como peças de arte. Riddick lutará para se salvar e libertar os seus amigos. Nessa estória aparece pela primeira vez Toombs (Nick Chinlund), mercenário que irá perseguir Riddick no segundo filme da série.

## Sinopse
Pouco tempo depois de escapar do planeta a partir de Pitch Black, Riddick, Jack, e Imam são recolhidos por um navio. Eles logo descobrem que uma nave de mercenários. Embora Riddick tenta esconder sua identidade a partir dos mercenários ao personificar William J. Johns (em Pitch Black) pelo interfone, eles rapidamente voz impressão e identificá-lo.
Capturado pelos mercenários, o trio de sobreviventes rapidamente descobrem que seus captores têm planos incomum para eles. O proprietário do navio, Antonia Chillingsworth (Tress MacNeille), é um colecionador de criminosos, a quem ela congela e mantém como estátuas que são, em sua opinião, art. Embora os criminosos estão congelados, eles ainda estão vivos e conscientes. Para ela Riddick é a "última" obra-prima para sua coleção. Riddick, Jack, e Imam deve enfrentar e lutar sua maneira através do enorme exército de criaturas não-humanos e humanos à sua disposição, ou eles vão encontrar um destino muito mais cruel que a morte.
Riddick é perseguido grande parte da história por Toombs e sua Mercs. Mercs, abreviação de mercenários, são mercenarys Caçadores /, como mostrado no Pitch Black com o caçador de recompensas William J. Johns (Cole Hauser). Toombs é um personagem Riddick, que se reunirá novamente na Batalha de Riddick filme. Mercs aqui são representados como soldados mercenários que são mantidos em animação suspensa até que sejam necessários. Eles são liberados para enfrentar Riddick e companhia a bordo do navio. Isso prenuncia acontecimentos quando um grupo de mercenários tentam capturar Riddick no UV Planeta como visto no filme The Chronicles of Riddick.
Este filme traz o desenvolvimento do caráter elementos importantes para Jack (que se torna Kyra em The Chronicles of Riddick), no final ela descobre que seu lado violento, atirando o proprietário do navio antes que ela pode matar Riddick. Esta descoberta é claramente uma fonte de preocupação para Riddick e Imam como a fuga de três mercenários do navio. Esta se manifesta na decisão de Riddick para entregar Jack e imame em Nova Meca no final da animação.